# Paramaribo (distrito)
Paramaribo é um dos 10 distritos do Suriname. Sua capital é a cidade de Paramaribo.

## Subdivisões
O distrito está subdivido em 12 localidades (em neerlandês:ressorten):
- Beekhuizen
- Blauwgrond
- Centrum
- Flora
- Latour
- Livorno
- Munder
- Pontbuiten
- Rainville
- Tammenga
- Weg Naar See
- Welgelegen